# Amkar Perm
Maillots
L'Amkar Perm (en russe : «Амкар» Пермь) est un club de football russe basé dans la ville de Perm fondé en 1993.
Intégrant le championnat régional de Perm en 1994, il découvre le monde professionnel dès l'année suivante en prenant part à la quatrième division avant d'entrer au troisième échelon dès la saison 1996. Après trois ans à ce niveau, le club est promu en deuxième division à l'issue de la saison 1998. Il y évolue pendant cinq saisons avant de remporter la compétition en 2003 et de découvrir l'élite du football russe l'année suivante. Se plaçant comme un candidat récurrent aux places de maintien, il connaît sa meilleure saison en 2008 où il termine à la quatrième place du classement et atteint la finale de la Coupe de Russie, lui permettant de prendre brièvement part à la Ligue Europa 2009-2010. L'équipe se maintient par la suite en bas de classement jusqu'à sa relégation administrative et sa disparition pour des raisons financières à l'issue de la saison 2017-2018. Il est refondé deux ans plus tard au niveau amateur avant de retrouver les divisions professionnelles à l'été 2021.
Durant son existence, le club évolue principalement au stade Zvezda, notamment à partir de la disparition du Zvezda Perm en 1996. Ses couleurs principales sont le rouge et le noir, inspirées de celles de l'AC Milan.

## Histoire

### Premières années (1993-2003)
Le club est créé le 8 mai 1993 et officiellement enregistré en décembre 1994. Il s'agît alors de l'équipe des travailleurs de l'usine locale de fabrication d'engrais minéraux, qui joue son premier match officiel en participant à la coupe de la ville de Perm. Le nom « Amkar » vient d'un assemblage des mots ammoniac et carbamide, les principaux produits fabriqués dans l'usine.
L'année suivante, l'Amkar remporte le championnat régional du kraï de Perm ainsi que la coupe locale et accède à la quatrième division pour la saison 1995. C'est également à cette période qu'il adopte ses couleurs rouge et noire, inspiré par celles de l'AC Milan. La disparition du grand club local du Zvezda Perm amène au déplacement de la majorité des investissements locaux vers l'Amkar qui termine deuxième de la zone 6 du quatrième échelon et intègre le groupe Centre de la troisième division pour la saison 1996. Terminant troisième à trois points de la promotion pour sa première saison, le club atteint la deuxième la saison suivante avant de finalement l'emporter  en 1998, alors que le club a été entre-temps déplacé dans le groupe Oural, qu'il domine largement en n'étant défait qu'une seule fois par son dauphin le Nosta Novotroïtsk et accumulant un total de 100 buts inscrits. Il crée également la sensation en éliminant le Spartak Moscou en seizièmes de finale de la Coupe de Russie la même année avant d'être éliminé par Rostov au tour suivant.
Promu au deuxième échelon, l'Amkar effectue de bons débuts à ce niveau en atteignant la sixième place du classement, tandis que l'attaquant Konstantin Paramonov termine meilleur buteur de la division avec vingt-trois buts inscrits. Les saisons suivantes sont dédiées au renforcement qui parvient à se maintenir perpétuellement dans les six premiers du championnat. Dans le même temps, l'Amkar effectue plusieurs parcours notables en Coupe de Russie, atteignant les quarts de finale en 2001 puis les demi-finales l'année suivante. Après cinq saisons au deuxième niveau, l'équipe termine finalement championne à l'issue de la saison 2003 et accède à la première division pour la première fois de son histoire dix ans après sa fondation.

### Passage en première division et disparition (2004-2018)

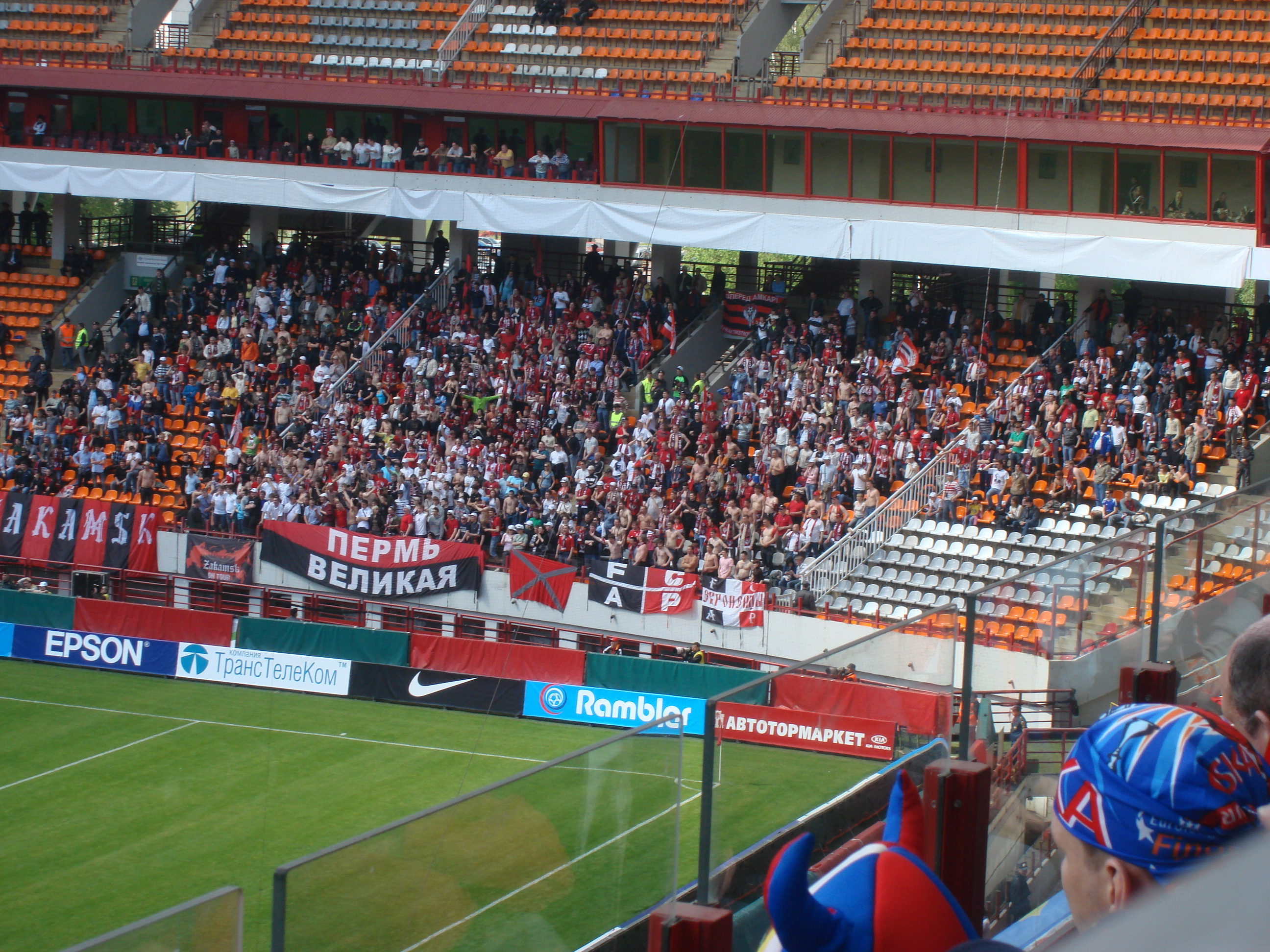
Les supporters de l'Amkar Perm en 2008.

Pour sa première saison dans l'élite, l'Amkar parvient à se maintenir en terminant à la onzième place du classement avec deux points d'avance sur le premier relégable. Par la suite, l'équipe continue de végéter dans les places de bas de classement, terminant douzième en saison 2005 puis treizième l'année suivante. Sous la direction de Rashid Rahimov pour la saison 2007, le club se maintient cette fois confortablement en terminant huitième avant de connaître sa meilleure saison l'année suivante où l'équipe, entraînée cette fois par Miodrag Božović, connaît un début de saison exceptionnel le voyant pointer à la troisième position au moment de la trêve estivale, à six points du leader le Rubin Kazan. Au même moment, l'Amkar effectue un bon parcours en Coupe de Russie et atteint la finale de la compétition où il est finalement vaincu par le CSKA Moscou à l'issue des tirs au but,. La bonne forme de l'équipe continue durant la deuxième moitié de saison, bien que des matchs nuls face au Spartak Naltchik et à Tom Tomsk en fin de saison ne mettent finalement un terme à ses ambitions de titre, tandis qu'elle termine finalement la saison à la quatrième place du classement, à trois points du podium.
Ces bons résultats permettent au club de découvrir brièvement la coupe d'Europe en 2009 en prenant part à la Ligue Europa où il débute au stade des barrages. Opposés aux Anglais de Fulham, ils sont cependant vaincus 3-1 lors du match aller en Angleterre et ne parviennent à obtenir qu'une victoire 1-0 à domicile, marquant leur élimination d'entrée. Pendant ce temps-là en championnat, le départ de Božović, remplacé par le Bulgare Dimitar Dimitrov puis par Rashid Rakhimov, voit un retour de l'Amkar dans la lutte pour le maintien avec une treizième place à l'issue de la saison 2009 puis une quatorzième position l'année suivante. Dans la foulée, le club demande en décembre 2010 son retrait volontaire de la première division en raison de ses fortes dettes. La situation est cependant résolue durant le mois de janvier et le club retire sa demande de retrait.
Limité au recrutement de joueurs peu chers et à la promotion de jeunes joueurs de son centre de formation, l'équipe se renforce tout de même avec le retour de Božović au poste d'entraîneur pour la saison 2011-2012 qui l'amène à une dixième position à l'issue de la saison. Les saisons suivantes voient les Permiens se stabiliser entre la dixième et la onzième position jusqu'à une treizième position à l'issue de la saison 2017-2018 synonyme de barrage de relégation. Opposé au FK Tambov, l'Amkar remporte le match aller à domicile 2-0 avant d'assurer son maintien au match retour en gagnant 1-0 à Tambov. Il est cependant rattrapé par ses ennuis financiers et se voit retirer sa licence de première division en raison de garanties financières insuffisantes et d'une dette élevée. Il est ainsi rétrogradé administrativement, puis dissout dans la foulée par son propriétaire Guennadi Chilov qui annonce la disparition du club le 18 juin 2018.

### Renaissance (depuis 2020)
Deux ans après sa disparition, l'Amkar est relancé au niveau amateur par le gouvernement du kraï de Perm sur la base du club de l'école des sports collectifs de Perm, qui évolue en quatrième division, avec pour objectif de retrouver le deuxième échelon d'ici 2023. En mai 2021, il obtient une licence professionnel lui permettant de prendre part à la troisième division pour la saison 2021-2022. Les dirigeants du club annoncent pour cet exercice un budget de 150 millions de roubles avec l'objectif d'une montée directe au deuxième échelon.

## Bilan sportif

### Palmarès
| Championnats nationaux | Coupes nationales                            | Compétitions internationales               |
| - Championnat de Russie (0) : - Quatrième en 2008. - Championnat de Russie D2 (1) : - Champion en 2003. - Championnat de Russie D3 (1) : - Vainqueur de groupe en 1998. | - Coupe de Russie (0) : - Finaliste en 2008. | - Ligue Europa (0) : - Barragiste en 2009. |

### Bilan par saison

#### Classements
La frise ci-dessous résume les classements successifs du club en championnat.

#### Bilan
Légende
- Finale ou vice-champion de la compétition
- Promotion en division supérieure
- Relégation en division inférieure

| Saison    | Championnat      | Championnat  | Championnat  | Championnat  | Championnat  | Championnat  | Championnat  | Championnat  | Championnat  | Championnat  | Coupe de Russie     |
| Saison    | Division         | Pos          | Pts          | J            | V            | N            | D            | BP           | BC           | Diff         | Coupe de Russie     |
| --------- | ---------------- | ------------ | ------------ | ------------ | ------------ | ------------ | ------------ | ------------ | ------------ | ------------ | ------------------- |
| 1994      | 5e Perm          | 1er          | 32           | 18           | 15           | 2            | 1            | 53           | 11           | +42          | —                   |
| 1995      | 4e Zone 6        | 2e           | 56           | 26           | 17           | 5            | 4            | 50           | 15           | +35          | —                   |
| 1996      | 3e Centre        | 3e           | 93           | 42           | 28           | 9            | 5            | 86           | 31           | +55          | —                   |
| 1997      | 3e Centre        | 2e           | 83           | 40           | 24           | 11           | 5            | 69           | 21           | +48          | Troisième tour      |
| 1998      | 3e Oural         | 1er          | 95           | 34           | 31           | 2            | 1            | 100          | 12           | +88          | Troisième tour      |
| 1999      | 2e               | 6e           | 70           | 42           | 20           | 10           | 12           | 65           | 49           | +16          | Huitièmes de finale |
| 2000      | 2e               | 6e           | 60           | 38           | 17           | 9            | 12           | 53           | 38           | +15          | Seizièmes de finale |
| 2001      | 2e               | 4e           | 56           | 34           | 16           | 8            | 10           | 46           | 29           | +17          | Quarts de finale    |
| 2002      | 2e               | 5e           | 54           | 34           | 15           | 9            | 10           | 47           | 31           | +16          | Demi-finales        |
| 2003      | 2e               | 1er          | 87           | 42           | 25           | 12           | 5            | 50           | 20           | +30          | Seizièmes de finale |
| 2004      | 1re              | 11e          | 30           | 30           | 6            | 12           | 12           | 27           | 42           | -15          | Seizièmes de finale |
| 2005      | 1re              | 12e          | 33           | 30           | 7            | 12           | 11           | 25           | 36           | -11          | Demi-finales        |
| 2006      | 1re              | 13e          | 35           | 30           | 8            | 11           | 11           | 22           | 36           | -14          | Huitièmes de finale |
| 2007      | 1re              | 8e           | 41           | 30           | 10           | 11           | 9            | 30           | 27           | +3           | Huitièmes de finale |
| 2008      | 1re              | 4e           | 51           | 30           | 14           | 9            | 7            | 31           | 22           | +9           | Finale              |
| 2009      | 1re              | 13e          | 33           | 30           | 8            | 9            | 13           | 27           | 37           | -10          | Huitièmes de finale |
| 2010      | 1re              | 14e          | 30           | 30           | 8            | 6            | 16           | 24           | 35           | -11          | Demi-finales        |
| 2011-2012 | 1re              | 10e          | 55           | 44           | 14           | 13           | 17           | 40           | 51           | -11          | Huitièmes de finale |
| 2011-2012 | 1re              | 10e          | 55           | 44           | 14           | 13           | 17           | 40           | 51           | -11          | Huitièmes de finale |
| 2012-2013 | 1re              | 11e          | 29           | 30           | 7            | 8            | 15           | 31           | 49           | -18          | Seizièmes de finale |
| 2013-2014 | 1re              | 10e          | 38           | 30           | 9            | 11           | 10           | 36           | 37           | -1           | Seizièmes de finale |
| 2014-2015 | 1re              | 11e          | 32           | 30           | 8            | 8            | 14           | 25           | 42           | -17          | Seizièmes de finale |
| 2015-2016 | 1re              | 11e          | 31           | 30           | 7            | 10           | 13           | 22           | 33           | -11          | Demi-finales        |
| 2016-2017 | 1re              | 10e          | 35           | 30           | 8            | 11           | 11           | 25           | 29           | -4           | Huitièmes de finale |
| 2017-2018 | 1re              | 13e          | 35           | 30           | 9            | 8            | 13           | 20           | 30           | -10          | Quarts de finale    |
| 2019      | Club inactif     | Club inactif | Club inactif | Club inactif | Club inactif | Club inactif | Club inactif | Club inactif | Club inactif | Club inactif | Club inactif        |
| 2020      | 4e Oural-Sibérie | 8e           | 15           | 13           | 4            | 3            | 6            | 20           | 27           | -7           | —                   |
| 2021-2022 | 3e Groupe 4      | 5e           | 52           | 28           | 16           | 4            | 8            | 43           | 28           | +15          | 256es de finale     |
| 2022-2023 | 3e Groupe 4      | 3e           | 47           | 27           | 14           | 5            | 8            | 43           | 31           | +12          | 128es de finale     |
| 2023-2024 | 3e Argent        | 8e           | 24           | 18           | 6            | 6            | 6            | 19           | 17           | +2           | 16es de finale      |
| 2024      | 4e Groupe 4      | 2e           | 55           | 26           | 16           | 7            | 3            | 35           | 15           | +20          | Huitièmes de finale |

### Bilan européen

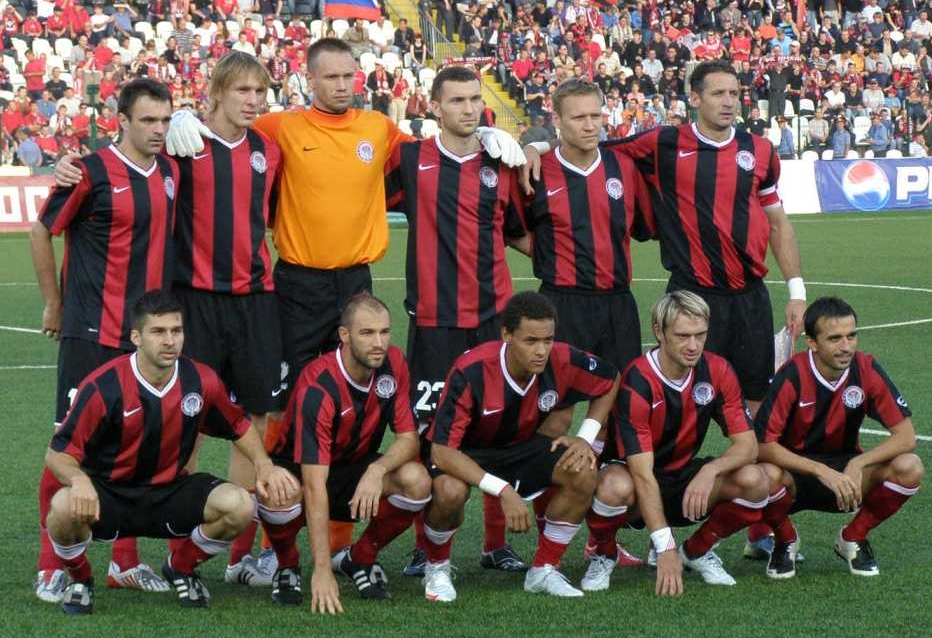
Les joueurs de l'Amkar lors du match retour à Perm.

L'Amkar prend part à sa seule et unique compétition européenne en 2009 en se qualifiant pour la Coupe UEFA en tant que quatrième du championnat russe en 2008. Démarrant au stade des barrages, les Permiens sont opposés aux Anglais de Fulham, futurs finalistes de la compétition. Ceux-ci prennent rapidement les devants lors du match aller en Angleterre, inscrivant un but dès la 4e minute par l'intermédiaire d'Andy Johnson avant d'inscrire deux nouveaux buts en deuxième période par Clint Dempsey à la 50e minute puis Bobby Zamora à la 75e. Ce dernier but est suivi d'une réponse de l'Amkar, Vitali Grichine réduisant l'écart deux minutes après le troisième but. Le score en reste finalement là au terme de la rencontre. Lors du match retour à Perm, les Russes ne parviennent pas à refaire leur retard, inscrivant le seul et unique but de la rencontre à la fin du temps réglementaire par l'intermédiaire de Martin Kushev pour remporter une victoire qui reste cependant synonyme d'élimination pour les Permiens.
Note : dans les résultats ci-dessous, le score du club est toujours donné en premier.
| Saison    | Compétition  | Tour       | Club      | Domicile | Extérieur | Total |
| --------- | ------------ | ---------- | --------- | -------- | --------- | ----- |
| 2009-2010 | Ligue Europa | Barrages Q | Fulham FC | 1 - 0    | 1 - 3     | 2 - 3 |

Légende
- Victoire ou qualification pour le tour suivant
- Match nul
- Défaite ou élimination de la compétition

## Personnalités du club

### Entraîneurs

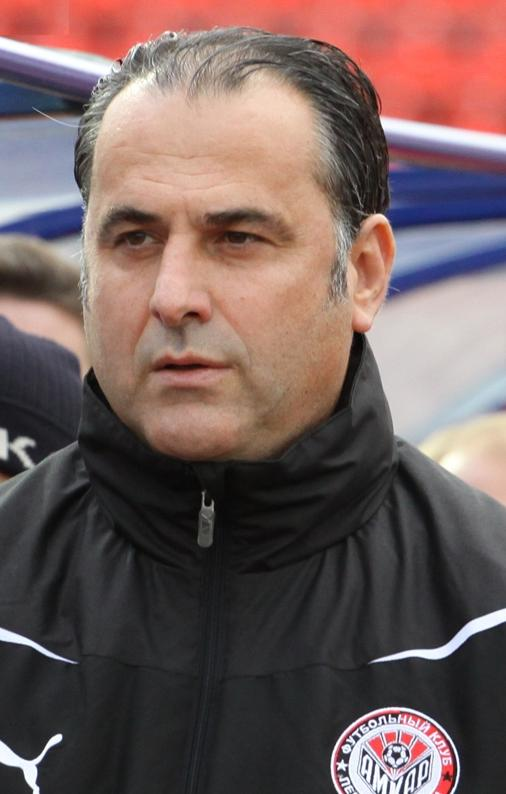
Le Monténégrin Miodrag Božović dirige l'équipe durant sa meilleure saison en 2008, terminant cette année-là quatrième en championnat et atteignant la finale de la coupe de Russie.

Le tableau suivant présente la liste des entraîneurs du club durant son existence ainsi que leurs statistiques.
| Entraîneur              | Période                                                                 | Bilan | Bilan | Bilan | Bilan | Bilan | Bilan | Bilan | Bilan |
| Entraîneur              | Période                                                                 | MJ    | V     | N     | D     | BP    | BC    | Diff. | V. %  |
| ----------------------- | ----------------------------------------------------------------------- | ----- | ----- | ----- | ----- | ----- | ----- | ----- | ----- |
| Viktor Zassoulski       | 1993 - 1994                                                             | 50    | 42    | 4     | 4     | 135   | 38    | +97   | 84,0  |
| Sergueï Oborine         | 1er janvier 1995 - 6 septembre 2006                                     | 481   | 248   | 123   | 110   | 734   | 409   | +325  | 51,6  |
| Rashid Rahimov          | 7 septembre 2006 - 5 décembre 2007 2 septembre 2009 - 28 septembre 2011 | 124   | 43    | 32    | 49    | 114   | 134   | -20   | 34,7  |
| Miodrag Božović         | 9 janvier 2008 - 27 novembre 2008 29 septembre 2011 - 10 juin 2012      | 57    | 25    | 20    | 12    | 64    | 46    | +18   | 43,9  |
| Dimitar Dmitrov         | 24 décembre 2008 - 1er septembre 2009                                   | 24    | 7     | 6     | 11    | 24    | 35    | -11   | 29,2  |
| Nikolay Trubachov       | 19 juillet 2012 - 17 janvier 2013                                       | 20    | 5     | 4     | 11    | 20    | 33    | -13   | 25,0  |
| Roustem Khouzine        | 18 janvier 2013 - 15 juin 2013                                          | 11    | 2     | 4     | 5     | 15    | 20    | -5    | 18,2  |
| Stanislav Tchertchessov | 20 juin 2013 - 9 avril 2014                                             | 25    | 9     | 9     | 7     | 33    | 29    | +4    | 36,0  |
| Konstantin Paramonov    | 10 avril 2014 - 16 juin 2014                                            | 6     | 0     | 3     | 3     | 5     | 10    | -5    | 0,0   |
| Slavoljub Muslin        | 17 juin 2014 - 9 décembre 2014                                          | 17    | 3     | 4     | 10    | 12    | 29    | -17   | 17,7  |
| Gadji Gadjiev           | 30 décembre 2014 - 1er mars 2018                                        | 103   | 29    | 37    | 37    | 85    | 98    | -13   | 28,2  |
| Vadim Ievseïev          | 2 mars 2018 - 18 juin 2018                                              | 12    | 6     | 2     | 4     | 11    | 11    | 0     | 50,0  |
| Roustem Khouzine        | 1er juillet 2021 - 5 avril 2023                                         | 48    | 27    | 7     | 14    | 81    | 52    | +29   | 59,4  |

### Joueurs emblématiques

#### Joueurs les plus capés du club
| # | Nom                  | Période              | Matchs |
| - | -------------------- | -------------------- | ------ |
| 1 | Aleksei Popov        | 1996-2008, 2010-2013 | 463    |
| 2 | Konstantin Paramonov | 1996-2008            | 364    |
| 3 | Zahari Sirakov       | 2004-2015            | 300    |
| 4 | Georgi Peev          | 2007-2016            | 246    |
| 5 | Sergueï Volkov       | 2003-2013            | 230    |

## Historique du logo

jusqu'en 2018
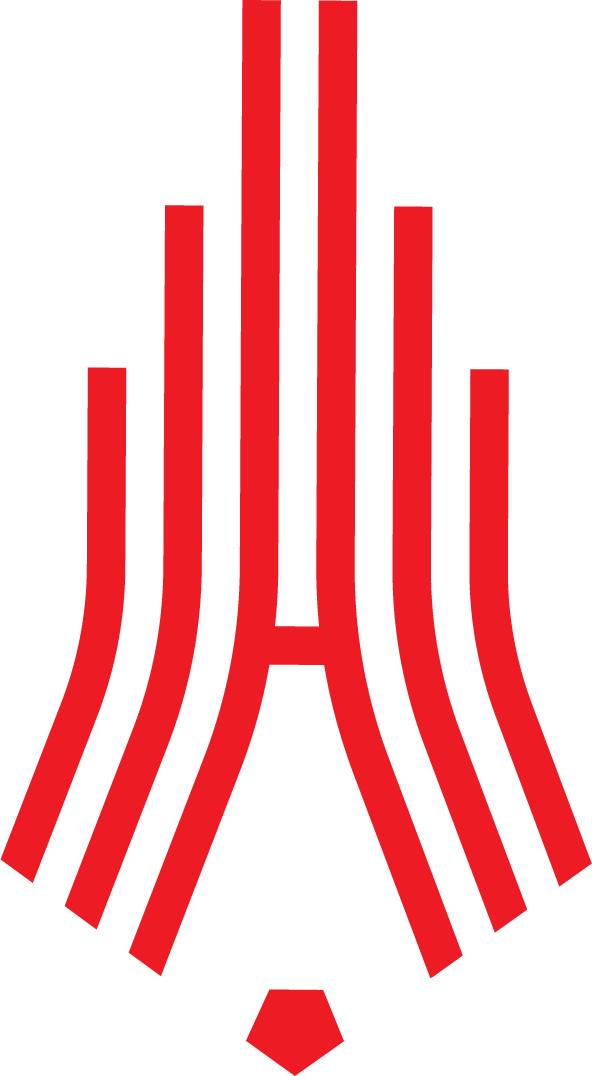
depuis 2021